# 張常經
張常經（？—1857年），山西汾西縣（今山西省臨汾市汾西縣）人。清朝軍事人物，武進士出身。
道光二十四年（1844年），張常經中式甲辰科武殿試張殿華榜二甲第八名進士，授官三等侍衛。咸豐七年（1857年），任職福建清流縣遊擊期間，與太平軍石達開部激戰。歷官福建汀州協鎮。後與捻軍戰鬥時身亡。